# Gânțaga, Hunedoara
Gânțaga este un sat în comuna Bretea Română din județul Hunedoara, Transilvania, România.
Satul Gânțaga aparține comunei Bretea Română și este vecin cu satele Bretea Română, Valcele Bune și Covragiu. Satul este traversat de Pârâul Gânțaga care este un afluent al Streiului. Principala ocupație a sătenilor este agricultura dar se mai ocupa și cu creșterea bovinelor. Este printre singurele sate din județ în care se cresc bivolițe, o specie de bivoli sălbatici aduși din India. Localitatea se mândreste cu o pădure superbă în care se găsesc specii de animale rare.
Este asezat în partea sud-estică a comunei, la contactul terasei a II-a a Streiului cu dealurile piemontane din estul comunei. Localitatea este străbătută de DJ 668 care leagă satul de Bretea Română. Comunică cu Vîlcelele Bune din DC59.
Titulatura satului "Gânțaga/Gînțaga" este foarte probabil să deriveze de la denumirea veche a ginților "gintă" care are ca definiție un grup de oameni care provin dintr-un strămoș comun, formând unitatea de producție fundamentală a comunei primitive. Mai are sensul de neam sau formă de organizare socială proprie unui asemenea grup de oameni. Denumirea provine din latină "gens, -ntis". Numele satului a derivat de-a lungul timpului, s-a dezvoltat și schimbat odată cu configurarea socială și politică a epocii prin care a trecut. Dacă la începuturi acesta a avut la bază ginta, odată cu perioada comunistă, numele a început a fi imprimat la intrarea și ieșirea din sat, fiind scris cu i (Gînțaga), mai apoi în perioada recentă fiind modificat cu â (Gânțaga) conform unei hotărâri a Adunării Generale a Academiei Române din 1993.
Bivolii satului sau bivolițele, cum mai sunt ele numite au o istorie interesantă în partea aceasta a țării. Nefiind native din Europa, aceste exemplare sunt urmașii bivolilor de apă din Sud-Estul Asiei, în principal India. Se crede că aceștia au fost aduși în Europa în urma marilor migrații de la sfârșitul Antichității și începutul Evului Mediu, cel mai probabil de către huni și avari.

## Imagini

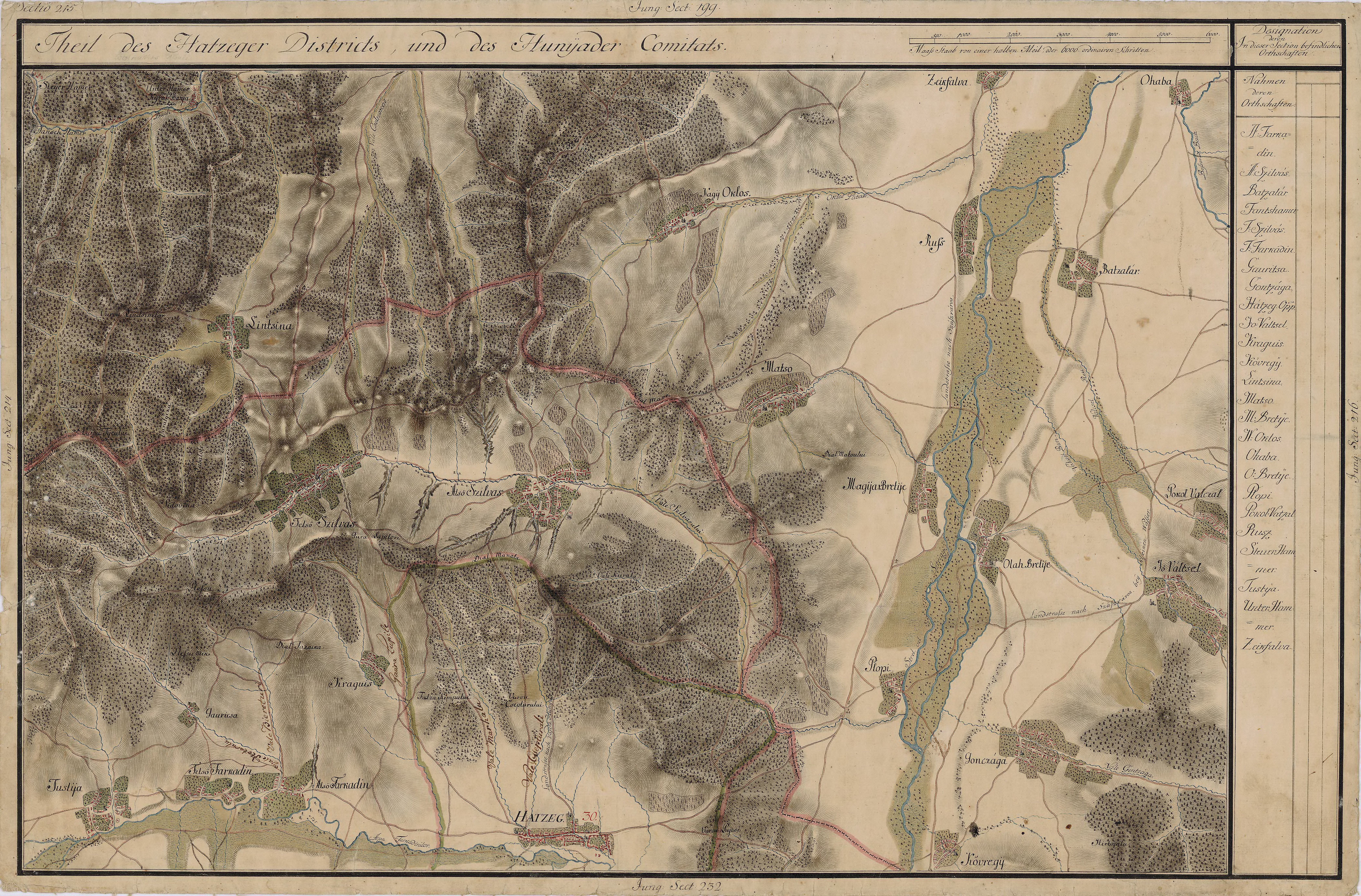
Gânțaga în Harta Iosefină a Transilvaniei, 1769-1773
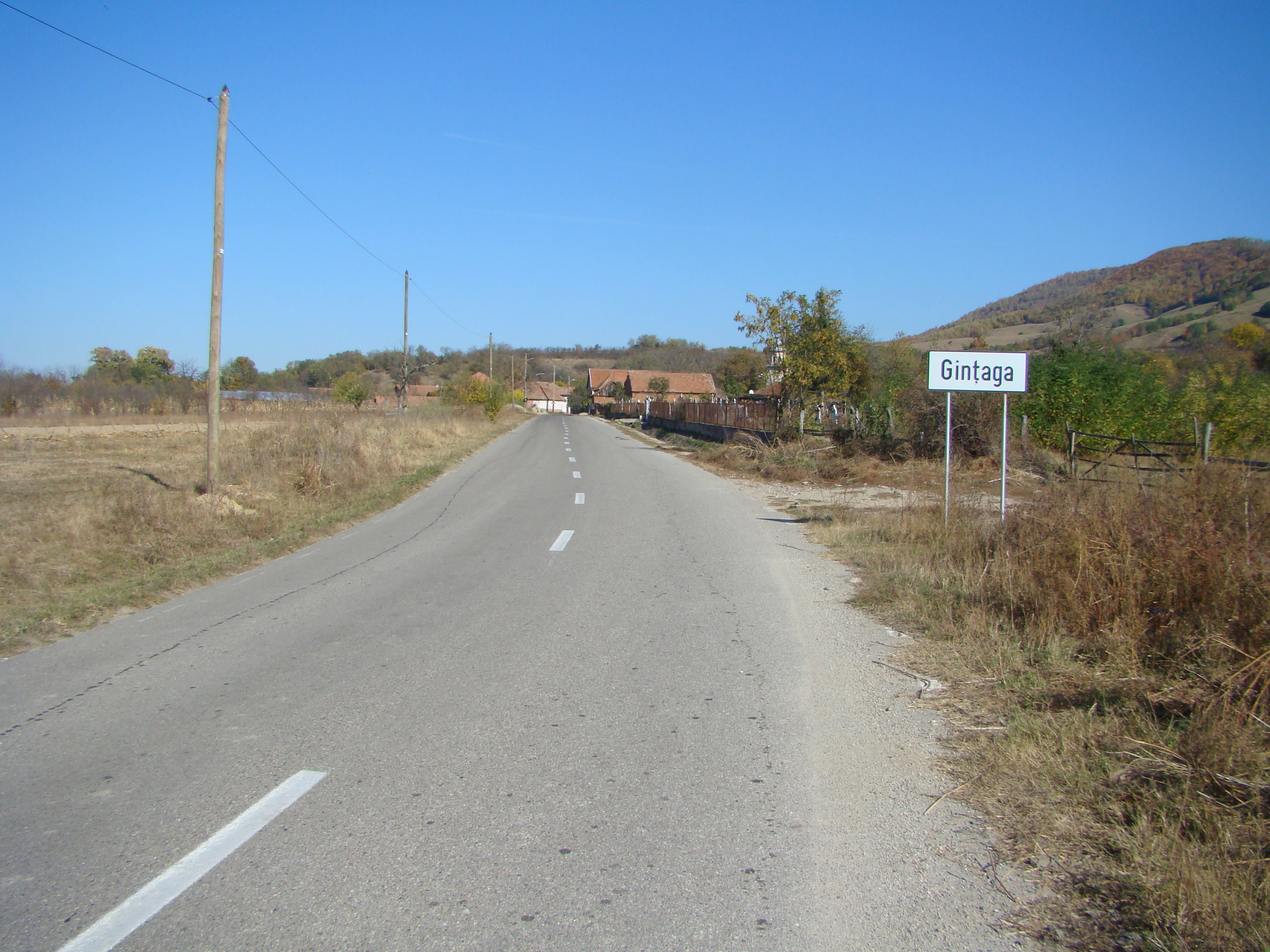
Intrarea în localitate
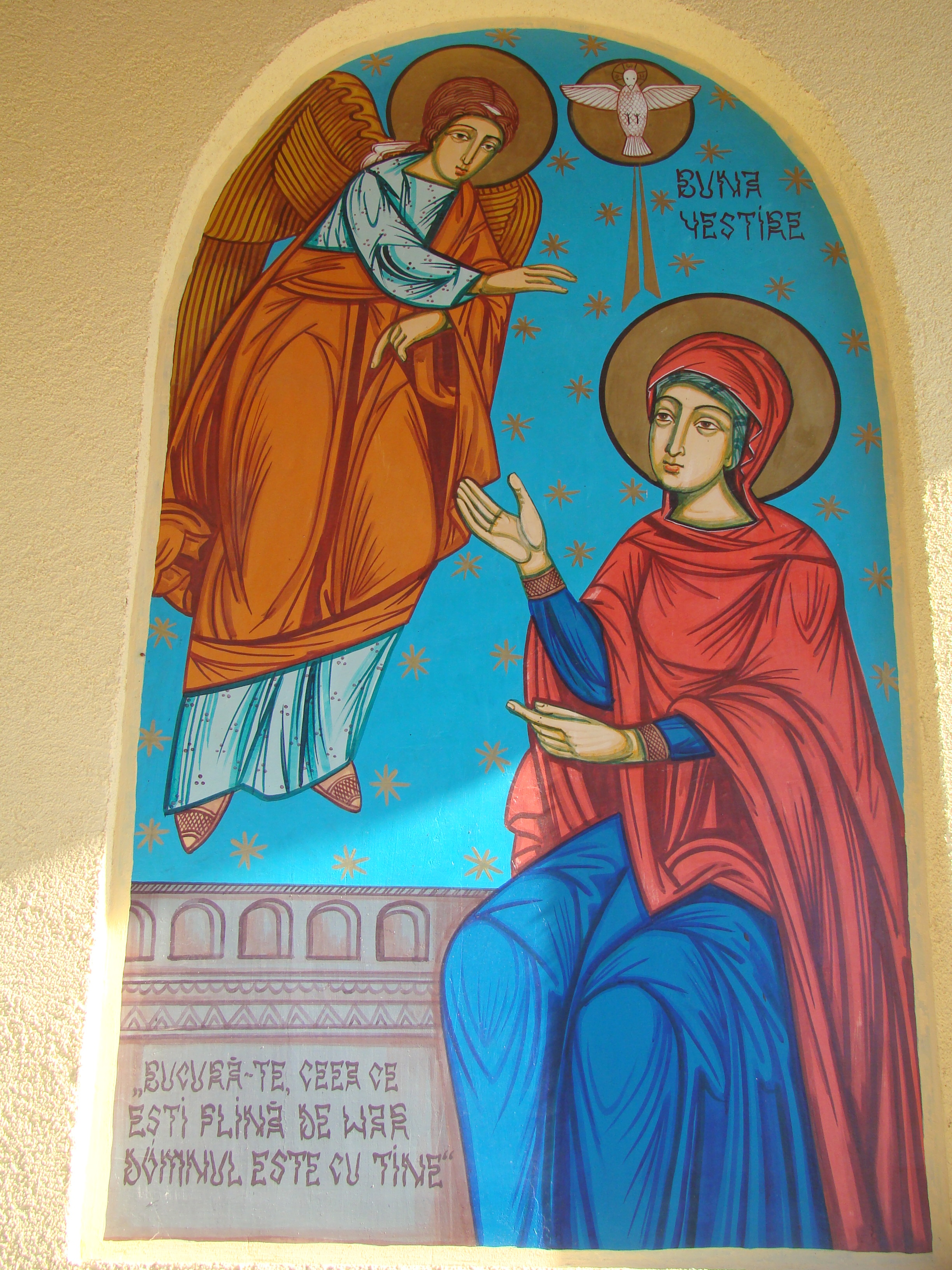
Biserica „Buna Vestire” (icoană de hram)